# Шовель, Доминик
Доминик Шовель (род. 15 февраля 1958, Ошель) — французский политик, депутат Национального собрания Франции.

## Биография
Родилась 15 февраля 1958 года в городе Ошель (департамент Па-де-Кале). Член Социалистической партии.
Доминик Шовель начала свою политическую карьеру в 1992 году, когда она была избрана в совет коммуны Сотвиль-сюр-Мер. В 2001 году она была избрана мэром этой коммуны и занимала свой пост до 2013 года, когда ушла в отставку, чтобы возглавить список социалистов на муниципальных выборах 2014 года в городе Сен-Валери-ан-Ко. После победы на выборах заняла пост мэра этого города. В 2004 году была избрана в Генеральный совет департамента Приморская Сена от кантона Фонтен-ле-Дюн, переизбрана в 2011 году; в 2008 году была избрана вице-президентом Совета по вопросам культуры и наследия.
Впервые Доминик Шовель стала кандидатом социалистов на выборах в Национальное собрание по 10-му избирательному округу в 2007 году, но проиграла действующему депутату Альфреду Трасси-Пайогу, а в 2012 году сумела взять реванш и завоевала мандат депутата Национального собрания Франции. В парламенте является членом комиссии по обороне.
В мае 2016 года Доминик Шовель вышла из состава фракции социалистов в Национальном собрании в знак протеста против принятия нового Трудового кодекса, упрощающего увольнение работников и уменьшающего размер выходного пособия. Она также заявила, что не будет участвовать в выборах в Национальное собрание в 2017 году.

## Политическая карьера
1992—2001 — член совета коммуны Сотвиль-сюр-Мер 

2001—2013 — мэр коммуны Сотвиль-сюр-Мер 

28.03.2004 — 03.2008 — член Генерального совета департамента Приморская Сена

03.2008 — 02.04.2015 — вице-президент Генерального совета департамента Приморская Сена

20.06.2012 — 20.06.2017 — депутат Национального собрания Франции от 4-го избирательного округа департамента Приморская Сена 

05.04.2014 — 05.2020 — мэр города Сен-Валери-ан-Ко